# 8e Match des étoiles de la Ligue continentale de hockey
Match précédent Match suivant
Le 8e Match des étoiles de la Ligue continentale de hockey, la Kontinentalnaïa Hokkeïnaïa Liga, se déroule le 23 janvier 2016 au VTB Ice Palace de Moscou en Russie. Il oppose la Conférence de l'Est à la Conférence de l'Ouest.